# Venturia kunzei
Venturia kunzei är en svampart som beskrevs av Sacc. 1882. Venturia kunzei ingår i släktet Venturia och familjen Venturiaceae.   Inga underarter finns listade i Catalogue of Life.